# Astrodia plana
Astrodia plana är en ormstjärneart som först beskrevs av Christian Frederik Lütken och Ole Theodor Jensen Mortensen 1899.  Astrodia plana ingår i släktet Astrodia och familjen ribbormstjärnor. Inga underarter finns listade i Catalogue of Life.